# Nancy Harewood
Nancy Harewood, auch Ann McCurry, (* 11. Januar 1950 in Wichita, Kansas als Nancy Denninghoff) ist eine US-amerikanische Schauspielerin.

## Leben
Harewood wuchs in New Orleans, Louisiana auf. Sie trat ab Ende der 1970er bis Mitte der 1980er Jahre als Ann McCurry in Erscheinung und gehörte 1980 zur festen Besetzung der gefloppten Science-Fiction-Serie Beyond Westworld, die sich an den Film Westworld anlehnt. Sie hatte Auftritte in einigen weiteren Fernsehserien, wie etwa in Drei Engel für Charlie (1980), T.J. Hooker (1985) und als Lt. Nara in Raumschiff Enterprise – Das nächste Jahrhundert (1994). 1995 spielte sie in Eb Lottimers Thriller Mad Passion in einer Nebenrolle die Mutter der Hauptfigur Janna Riley. Darüber hinaus war sie im Jahr 2000 in einer kleinen Rolle in John Badhams Fernseh-Thriller Gnadenloses Duell und 2003 in dem Fernseh-Dokumentarfilm My Life as a Movie zu sehen.
Harewood beteiligte sich auch als Schriftstellerin an dem Buch Amber House. Seit 1979 ist sie mit dem Schauspieler Dorian Harewood verheiratet, mit dem sie eine Tochter und einen Sohn hat.

## Filmografie
- 1971: Hotelgeflüster (Plaza Suite)
- 1979: Roots – Die nächsten Generationen (Roots: The Next Generations, Miniserie, eine Folge)
- 1980: Drei Engel für Charlie (Charlie’s Angels, Fernsehserie, eine Folge)
- 1980: Beyond Westworld (Fernsehserie, 5 Folgen)
- 1982: Strike Force (Fernsehserie, eine Folge)
- 1984: Matt Houston (Fernsehserie, eine Folge)
- 1985: T.J. Hooker (Fernsehserie, eine Folge)
- 1985: Remington Steele (Fernsehserie, eine Folge)
- 1994: Raumschiff Enterprise – Das nächste Jahrhundert (Star Trek: The Next Generation, Fernsehserie, Folge 7x18: Der Fall “Utopia Planitia”)
- 1995: Mad Passion (Twisted Love)
- 1999: The Hoop Life (Fernsehserie, eine Folge)
- 2000: Zweimal im Leben (Twice in a Lifetime, Fernsehserie, eine Folge)
- 2000: Gnadenloses Duell (The Last Debate, Fernsehfilm)
- 2003: My Life as a Movie (Fernseh-Dokumentarfilm)
- 2012: Treble Reel (Kurzfilm)